# Colligny-Maizery
Colligny-Maizery é uma comuna francesa na região administrativa do Grande Leste, no departamento de Mosela. Estende-se por uma área de 6.77 km², e possui 575 habitantes, segundo o censo de 2018, com uma densidade de 85 hab/km².
Foi criada, em 1 de junho de 2016, a partir da fusão das antigas comunas de Colligny e Maizery.